# Салафизъм
Салафизъм (от арабски: سلف, салаф – „предтеча, предшественик“), наричано и салафитско движение, или салафитско течение, е сунитско течение в исляма, чиито последователи се обявяват срещу елементите (нововъведения, на арабски бидат), привнесени в исляма от други религии или философски системи. Салафитите проповядват изначалното разбиране на исляма – чист ислям, и търсене на смисъла, изначално заложен от Аллах в Корана.
Салафия означава разбиране на религията такава, каквато са я проповядвали пророкът Мохамед и неговите сподвижници (сахабета). Салафитите имат за идеал патриархален, ранен период на исляма.
В ислямското богословие с този термин се обозначават често три мюсюлмански поколения: сахабах – „сподвижниците“, таби'ин – „последователите“, таба' ат-таби'ин – „тези след последователите“.

## Основи
Да се настоява на „таухид“ – монотеизъм, божието единосъщие и единственост.
Салафистите отграничават 3 значения в това понятие.
1. Тавкид рубубийа единственост на Аллах като творец, владетел и управляващ своето творение. Tawhid uluhiya единственост на неговото обожание, вярващият трябва да посвещава всички свои действия на обожание към Аллах и единствено на него. Основната задача на пророците е да призове хората към монотеизъм – тавхид.
2. „Тавхид асма вас сифьт“ – единственост на божиите имена и атрибути – приемането на привидния смисъл на атрибутите и божии действия, описани в Корана и автентичната сура, без метафорична интерпретация и без да се свързват с човешките атрибути.
За салафитите божиите атрибути „божията ръка“, „божието око“, „божието лице“, „божията усмивка“ и божиите действия не бива да бъдат схващани метафорично, но и не бива да се схващат като човешки атрибути и действия. За всеки атрибут салафитите казват, че смисъла е известен, но модалността е неизвестна. Така например божията ръка е действително ръка, но не в онзи смисъл, в който сме свикнали да я разбираме, не прилича на нито една от познатите ни ръце.
3. Никоя дума или мнение не бива да стои над текста на Корана и Сунната (делата и думите на Пророка Мохамед (С.А.С.)) и не бива да се цени повече от тях. Салафитите често цитират имам Малик: „Мнението на всеки човек може да бъде приеме или да се отхвърли, освен думите на този, който лежи в този гроб“, казва той и посочва гроба на Пророка Мохамед (С.А.С.) и продължава: „ако думите на Хз. Пророка са автентични, а противоречат на моите, запратете думите ми срещу стената“.
Салафитите обосновават особеността на знанието с хадиси (свещени думи на Пророка Мохамед (С.А.С.)): „Евреите се разделиха на 71 секти, Християните на 63 секти, а моята общност (умма или уммет) на 63 секти“. В друг вариант се добавя: „Всички ще отидат в Ада, ако не приемат моята традиция и традицията на моите другари.“

## Салафитски проповедници
В Европа:
- Пиер Фогел;
- Свен Лау.